# Simulium congareenarum
Simulium congareenarum är en tvåvingeart som först beskrevs av Dyar och Shannon 1927.  Simulium congareenarum ingår i släktet Simulium och familjen knott. Inga underarter finns listade i Catalogue of Life.